# Angerville, Calvados
Angerville är en kommun i departementet Calvados i regionen Normandie i norra Frankrike. Kommunen ligger i kantonen Dozulé som ligger i arrondissementet Lisieux. År 2022 hade Angerville 191 invånare.

## Befolkningsutveckling
Antalet invånare i kommunen Angerville
Referens: INSEE